# Линдо, Хуан
Хуан Непомусено Фернандес-Линдо-и-Селайя (исп. Juan Nepomuceno Fernández Lindo y Zelaya, более известен как Хуан Линдо (исп. Juan Lindo), 1790—1857) — центральноамериканский политик, президент республики Сальвадор с 1841 по 1842 год и республики Гондурас с 1847 по 1852 годы.

## Биография
Родился в Тегусигальпе (генерал-капитанство Гватемала, впоследствии — Гондурас) в семье землевладельца испанско-еврейского происхождения, в 1814 году окончил университет Сан-Карлос в Гватемале, получил степень лиценциата права и служил в испанской колониальной администрации. После вхождения Гондураса в состав Мексиканской империи в 1821 году служил интендантом в провинции Комаягуа. В 1826 году Линдо был избран депутатом Законодательного Собрания Гондураса и в 1827 году содействовал консерватору Хусто Милья в свержении президента Дионисио Эррера. В 1838 году Линдо был избран депутатом Учредительного Собрания от Консервативной партии, и в Учредительном Собрании способствовал отделению Гондураса от Соединённых Провинций Центральной Америки в октябре 1838 года.
В 1840 году Линдо отправился в Сальвадор, где с помощью генерала Франсиско Малеспина стал государственным секретарем и занимал эту должность с октября 1840 по январь 1841 года. С 7 января по 22 февраля 1841 года был временным главой государства, а после провозглашения независимости Сальвадора Х. Линдо стал президентом независимой республики Сальвадор, и занимал эту должность до 1 февраля 1842 года.
Будучи временным главой государства, 16 февраля 1841 года Х. Линдо издал указ об учреждении Сальвадорского университета, а также распорядился о создании школ в каждом селе, где проживает не менее 150 жителей, и подвергать штрафам местные власти за невыполнение этого указа.
В 1842 году, оставив должность президента Сальвадора, Х. Линдо вернулся в Гондурас, где обосновался в Комаягуа. В 1847 году, после того как генерал Франсиско Феррера ушёл в отставку с поста президента Гондураса, парламент страны избрал президентом Линдо, и он занимал эту должность с 12 февраля 1847 года по 1 февраля 1852 года. Во время пребывания в должности Х. Линдо создал Гондурасский университет и организовал принятие новой конституции страны.
Во время президентства Х. Линдо заключил военный союз с президентом Сальвадора Доротео Васконселосом против Гватемалы, возглавляемой в то время Рафаэлем Каррерой. Союзные войска вторглись в Гватемалу, но были разгромлены в битве при Чикимуле 2 февраля 1851 года.
После ухода с поста президента Х. Линдо не занимался политикой и поселился в городе Грасиас, департамент Лемпира, где скончался в 1857 году.